# Bryaninops dianneae
Bryaninops dianneae és una espècie de peix de la família dels gòbids i de l'ordre dels cipriniformes que es troba a Fidji.